# Worner (Alpes)
El Worner es una montaña de 2.476 m de altura en el Karwendel en la frontera entre Baviera y el Tirol. Es parte de la Cadena Karwendel del Norte que primero corre hacia el norte hacia el Wörner y luego se dirige hacia el este. La cresta noroeste (Nordwestgrat) del Worner es muy llamativa y fácil de distinguir de muchos otros picos de la región.
Probablemente la montaña fue primero escalada desde el sur (valle de Karwendel, Großkar) en 1853 durante la triangulación austriaca; pero el primer ascenso registrado fue el de Hermann von Barth en 1870.
Hoy en día la montaña se sube sobre todo por su flanco occidental. La ruta normal comienza en el Wörner Saddle (1,989 m), adonde se llega desde Mittenwald pasando la cabaña de Hochland (1,623 m) o por el Verein Alm (depósito de bicicletas a 1,430 m). Hay una subida directa, pero larga y escarpada a través de terreno rocoso. Después de un cruce a 2.330 m hay varias secciones de escalada (grado II-) y la ruta es bastante expuesta en algunos lugares.

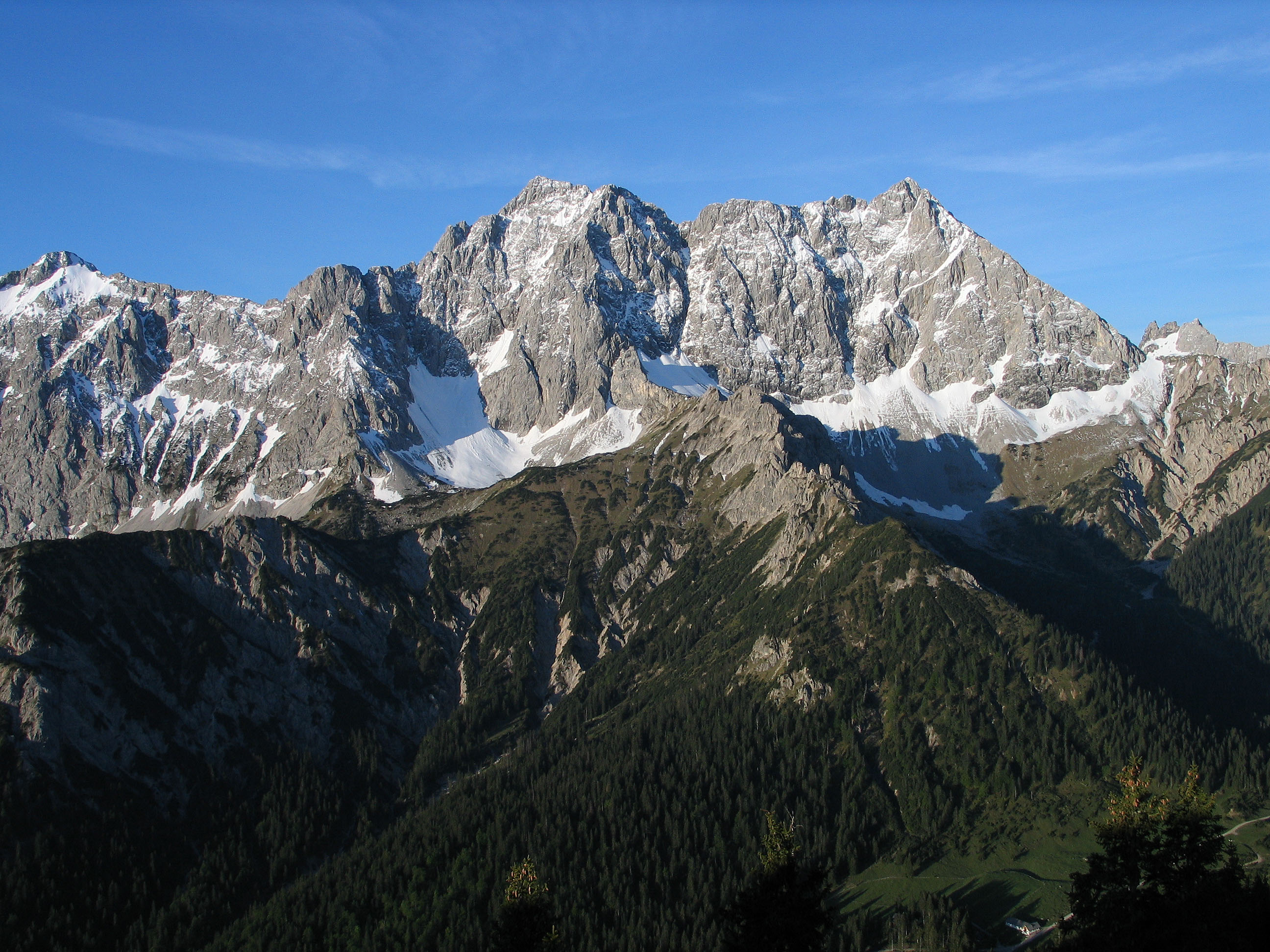
El Hochkarspitze izq, (2484 m) y el Worner (der) desde el norte

Desde la cumbre hay una vista sobre el valle de Karwendel y la cadena central de Karwendel desde el Pleisenspitze hasta el Birkkarspitze; cerca al norte están el Schöttelkarspitze y el Soiernspitze; este panorama en primer plano restringe severamente la visión a larga distancia.
El 9 de julio de 1985, el entonces ministro de Defensa, Manfred Wörner, acompañado por los jefes de montaña del ejército (Heeresbergführer) de Mittenwald escaló la montaña que comparte su nombre.